# Krzysztof Kamiński (judoka)
Krzysztof Kamiński (Gdansk, 11 de septiembre de 1963) es un deportista polaco que compitió en judo. Ganó dos medallas de bronce en el Campeonato Europeo de Judo en los años 1988 y 1991.
Participó en los Juegos Olímpicos de Barcelona 1992, donde finalizó decimoctavo en la categoría de –78 kg.

## Palmarés internacional
| Campeonato Europeo | Campeonato Europeo     | Campeonato Europeo | Campeonato Europeo |
| Año                | Lugar                  | Medalla            | Categoría          |
| ------------------ | ---------------------- | ------------------ | ------------------ |
| 1988               | Pamplona (España)      | Medalla de bronce  | –71 kg             |
| 1991               | Praga (Checoslovaquia) | Medalla de bronce  | –78 kg             |